# Izano
Izano est une commune italienne de la province de Crémone en Lombardie.

## Administration
| Période                                  | Période     | Identité     | Étiquette       | Qualité |
| ---------------------------------------- | ----------- | ------------ | --------------- | ------- |
| 14 mai 2001                              | 30 mai 2006 | Luigi Tolasi |                 |         |
| 30 mai 2006                              | En cours    | Luigi Tolasi | Uniti per Izano |         |
| Les données manquantes sont à compléter. |             |              |                 |         |

### Communes limitrophes
Castelleone, Crema, Fiesco, Madignano, Offanengo, Romanengo, Salvirola

## Jumelages
- Vallée de l'Hien (France) depuis 2001